# Penetrantia clionoides
Penetrantia clionoides is een mosdiertjessoort uit de familie van de Penetrantiidae. De wetenschappelijke naam van de soort is voor het eerst geldig gepubliceerd in 1988 door Smyth.